# Tour de Langkawi 2019
La 24e édition du Tour de Langkawi a lieu du 6 au 13 avril 2019. La course fait partie du calendrier UCI Asia Tour 2019 en catégorie 2.HC.

## Présentation

### Équipes
Classé en catégorie 2.HC de l'UCI Asia Tour, le Tour de Langkawi est par conséquent ouvert aux WorldTeams dans la limite de 65 % des équipes participantes, aux équipes continentales professionnelles, aux équipes continentales et aux équipes nationales.
Vingt-deux équipes participent à ce Tour de Langkawi - quatre équipes continentales professionnelles, seize équipes continentales et deux équipes nationales :
| Équipes continentales professionnelles (4)- Androni Giocattoli-Sidermec - Bardiani CSF - Gazprom-RusVelo - Neri Sottoli-Selle Italia-KTM Équipes continentales (16)- Brunei Continental - Customs Cycling Team - Floyd's Pro Cycling - Giant - Interpro Cycling Academy - KSPO-Bianchi Asia - Mitchelton-BikeExchange - Oliver's Real Food - Pro Racing Sunshine Coast - ProTouch - Shenzhen Xidesheng - St George Continental Cycling Team - Sapura - Team Ukyo - Terengganu Inc-TSG Cycling Team - Vino-Astana Motors Équipes nationales (2)- Japon - Malaisie |
| |

## Étapes
| Étape     | Date    | Villes étapes                 | type              | Distance (km) | Vainqueur d'étape | Leader du classement général |
| --------- | ------- | ----------------------------- | ----------------- | ------------- | ----------------- | ---------------------------- |
| 1re étape | 6 avr.  | Kuala Lumpur – Tampin         | étape vallonnée   | 176,9         | Marcus Culey      | Marcus Culey                 |
| 2e étape  | 7 avr.  | Senawang – Malacca            | étape vallonnée   | 200,6         | Harrif Salleh     | Marcus Culey                 |
| 3e étape  | 8 avr.  | Muar – Putrajaya              | étape de plaine   | 192,9         | Travis McCabe     | Travis McCabe                |
| 4e étape  | 9 avr.  | Shah Alam – Genting Highlands | étape de montagne | 114,2         | Benjamin Dyball   | Benjamin Dyball              |
| 5e étape  | 10 avr. | Tanjung Malim – Taiping       | étape de plaine   | 200,1         | Matteo Pelucchi   | Benjamin Dyball              |
| 6e étape  | 11 avr. | Bagan Datuk – Alor Setar      | étape de plaine   | 130,8         | Matteo Pelucchi   | Benjamin Dyball              |
| 7e étape  | 12 avr. | Cenang Beach – Cenang Beach   | étape de plaine   | 106,8         | Simone Bevilacqua | Benjamin Dyball              |
| 8e étape  | 13 avr. | Eagle Square – Kuah           | étape vallonnée   | 103,8         | Marco Benfatto    | Benjamin Dyball              |

## Déroulement de la course

### 1reétape
| \| Classement de l'étape \| Classement de l'étape \| Classement de l'étape \| Classement de l'étape \| Classement de l'étape \| \| Coureur \| Coureur \| Pays \| Équipe \| Temps \| \| --------------------- \| --------------------- \| --------------------- \| ---------------------------------- \| --------------------- \| \| 1er \| Marcus Culey \| Australie \| Team Sapura Cycling \| 4 h 20 min 40 s \| \| 2e \| Travis McCabe \| États-Unis \| Floyd's Pro Cycling \| + 5 s \| \| 3e \| Clint Hendricks \| Afrique du Sud \| ProTouch \| + 5 s \| \| 4e \| Moreno Marchetti \| Italie \| Neri Sottoli-Selle Italia-KTM \| + 5 s \| \| 5e \| Michael Freiberg \| Australie \| Pro Racing Sunshine Coast \| + 5 s \| \| 6e \| Paolo Simion \| Italie \| Bardiani CSF \| + 5 s \| \| 7e \| Matthew Zenovich \| Nouvelle-Zélande \| St George Continental Cycling Team \| + 5 s \| \| 8e \| Nikolay Cherkasov \| Russie \| Gazprom-RusVelo \| + 5 s \| \| 9e \| Vladislav Kulikov \| Russie \| Gazprom-RusVelo \| + 5 s \| \| 10e \| Grigoriy Shtein \| Kazakhstan \| Vino-Astana Motors \| + 5 s \| |                   |                  |                                    |                 |
| |                   |                  |                                    |                 |
| Source : ProCyclingStats |                   |                  |                                    |                 |
| Classement de l'étape |                   |                  |                                    |                 |
| Coureur | Coureur           | Pays             | Équipe                             | Temps           |
| 1er | Marcus Culey      | Australie        | Team Sapura Cycling                | 4 h 20 min 40 s |
| 2e | Travis McCabe     | États-Unis       | Floyd's Pro Cycling                | + 5 s           |
| 3e | Clint Hendricks   | Afrique du Sud   | ProTouch                           | + 5 s           |
| 4e | Moreno Marchetti  | Italie           | Neri Sottoli-Selle Italia-KTM      | + 5 s           |
| 5e | Michael Freiberg  | Australie        | Pro Racing Sunshine Coast          | + 5 s           |
| 6e | Paolo Simion      | Italie           | Bardiani CSF                       | + 5 s           |
| 7e | Matthew Zenovich  | Nouvelle-Zélande | St George Continental Cycling Team | + 5 s           |
| 8e | Nikolay Cherkasov | Russie           | Gazprom-RusVelo                    | + 5 s           |
| 9e | Vladislav Kulikov | Russie           | Gazprom-RusVelo                    | + 5 s           |
| 10e | Grigoriy Shtein   | Kazakhstan       | Vino-Astana Motors                 | + 5 s           |

| \| Classement général \| Classement général \| Classement général \| Classement général \| Classement général \| \| Coureur \| Coureur \| Pays \| Équipe \| Temps \| \| ------------------ \| ------------------ \| ------------------ \| ---------------------------------- \| ------------------ \| \| 1er \| Marcus Culey \| Australie \| Team Sapura Cycling \| 4 h 20 min 27 s \| \| 2e \| Brendon Davids \| Afrique du Sud \| Oliver's Real Food Racing \| + 9 s \| \| 3e \| Travis McCabe \| États-Unis \| Floyd's Pro Cycling \| + 12 s \| \| 4e \| Clint Hendricks \| Afrique du Sud \| ProTouch \| + 14 s \| \| 5e \| Moreno Marchetti \| Italie \| Neri Sottoli-Selle Italia-KTM \| + 18 s \| \| 6e \| Michael Freiberg \| Australie \| Pro Racing Sunshine Coast \| + 18 s \| \| 7e \| Paolo Simion \| Italie \| Bardiani CSF \| + 18 s \| \| 8e \| Matthew Zenovich \| Nouvelle-Zélande \| St George Continental Cycling Team \| + 18 s \| \| 9e \| Nikolay Cherkasov \| Russie \| Gazprom-RusVelo \| + 18 s \| \| 10e \| Vladislav Kulikov \| Russie \| Gazprom-RusVelo \| + 18 s \| |                   |                  |                                    |                 |
| |                   |                  |                                    |                 |
| Source : ProCyclingStats |                   |                  |                                    |                 |
| Classement général |                   |                  |                                    |                 |
| Coureur | Coureur           | Pays             | Équipe                             | Temps           |
| 1er | Marcus Culey      | Australie        | Team Sapura Cycling                | 4 h 20 min 27 s |
| 2e | Brendon Davids    | Afrique du Sud   | Oliver's Real Food Racing          | + 9 s           |
| 3e | Travis McCabe     | États-Unis       | Floyd's Pro Cycling                | + 12 s          |
| 4e | Clint Hendricks   | Afrique du Sud   | ProTouch                           | + 14 s          |
| 5e | Moreno Marchetti  | Italie           | Neri Sottoli-Selle Italia-KTM      | + 18 s          |
| 6e | Michael Freiberg  | Australie        | Pro Racing Sunshine Coast          | + 18 s          |
| 7e | Paolo Simion      | Italie           | Bardiani CSF                       | + 18 s          |
| 8e | Matthew Zenovich  | Nouvelle-Zélande | St George Continental Cycling Team | + 18 s          |
| 9e | Nikolay Cherkasov | Russie           | Gazprom-RusVelo                    | + 18 s          |
| 10e | Vladislav Kulikov | Russie           | Gazprom-RusVelo                    | + 18 s          |

### 2eétape
| \| Classement de l'étape \| Classement de l'étape \| Classement de l'étape \| Classement de l'étape \| Classement de l'étape \| \| Coureur \| Coureur \| Pays \| Équipe \| Temps \| \| --------------------- \| --------------------- \| --------------------- \| ---------------------------------- \| --------------------- \| \| 1er \| Harrif Salleh \| Malaisie \| Terengganu Inc-TSG Cycling Team \| 4 h 53 min 20 s \| \| 2e \| Andrea Guardini \| Italie \| Bardiani CSF \| + 0 s \| \| 3e \| Kazushige Kuboki \| Japon \| Japon \| + 0 s \| \| 4e \| Marco Benfatto \| Italie \| Androni Giocattoli-Sidermec \| + 0 s \| \| 5e \| Chen Zhiwen \| Chine \| Giant Cycling Team \| + 0 s \| \| 6e \| Mamyr Stash \| Russie \| Gazprom-RusVelo \| + 0 s \| \| 7e \| Paolo Simion \| Italie \| Bardiani CSF \| + 0 s \| \| 8e \| Andriy Kulyk \| Ukraine \| Shenzhen Xidesheng \| + 0 s \| \| 9e \| Blake Quick \| Australie \| St George Continental Cycling Team \| + 0 s \| \| 10e \| Jayde Julius \| Afrique du Sud \| ProTouch \| + 0 s \| |                  |                |                                    |                 |
| |                  |                |                                    |                 |
| Source : ProCyclingStats |                  |                |                                    |                 |
| Classement de l'étape |                  |                |                                    |                 |
| Coureur | Coureur          | Pays           | Équipe                             | Temps           |
| 1er | Harrif Salleh    | Malaisie       | Terengganu Inc-TSG Cycling Team    | 4 h 53 min 20 s |
| 2e | Andrea Guardini  | Italie         | Bardiani CSF                       | + 0 s           |
| 3e | Kazushige Kuboki | Japon          | Japon                              | + 0 s           |
| 4e | Marco Benfatto   | Italie         | Androni Giocattoli-Sidermec        | + 0 s           |
| 5e | Chen Zhiwen      | Chine          | Giant Cycling Team                 | + 0 s           |
| 6e | Mamyr Stash      | Russie         | Gazprom-RusVelo                    | + 0 s           |
| 7e | Paolo Simion     | Italie         | Bardiani CSF                       | + 0 s           |
| 8e | Andriy Kulyk     | Ukraine        | Shenzhen Xidesheng                 | + 0 s           |
| 9e | Blake Quick      | Australie      | St George Continental Cycling Team | + 0 s           |
| 10e | Jayde Julius     | Afrique du Sud | ProTouch                           | + 0 s           |

| \| Classement général \| Classement général \| Classement général \| Classement général \| Classement général \| \| Coureur \| Coureur \| Pays \| Équipe \| Temps \| \| ------------------ \| ------------------ \| ------------------ \| ----------------------------- \| ------------------ \| \| 1er \| Marcus Culey \| Australie \| Team Sapura Cycling \| 9 h 13 min 47 s \| \| 2e \| Brendon Davids \| Afrique du Sud \| Oliver's Real Food Racing \| + 9 s \| \| 3e \| Travis McCabe \| États-Unis \| Floyd's Pro Cycling \| + 12 s \| \| 4e \| Michael Freiberg \| Australie \| Pro Racing Sunshine Coast \| + 13 s \| \| 5e \| Clint Hendricks \| Afrique du Sud \| ProTouch \| + 14 s \| \| 6e \| Kim Ji-hun \| Corée du Sud \| KSPO-Bianchi Asia \| + 16 s \| \| 7e \| Paolo Simion \| Italie \| Bardiani CSF \| + 18 s \| \| 8e \| Moreno Marchetti \| Italie \| Neri Sottoli-Selle Italia-KTM \| + 18 s \| \| 9e \| Jayde Julius \| Afrique du Sud \| ProTouch \| + 18 s \| \| 10e \| Alistair Donohoe \| Australie \| Pro Racing Sunshine Coast \| + 18 s \| |                  |                |                               |                 |
| |                  |                |                               |                 |
| Source : ProCyclingStats |                  |                |                               |                 |
| Classement général |                  |                |                               |                 |
| Coureur | Coureur          | Pays           | Équipe                        | Temps           |
| 1er | Marcus Culey     | Australie      | Team Sapura Cycling           | 9 h 13 min 47 s |
| 2e | Brendon Davids   | Afrique du Sud | Oliver's Real Food Racing     | + 9 s           |
| 3e | Travis McCabe    | États-Unis     | Floyd's Pro Cycling           | + 12 s          |
| 4e | Michael Freiberg | Australie      | Pro Racing Sunshine Coast     | + 13 s          |
| 5e | Clint Hendricks  | Afrique du Sud | ProTouch                      | + 14 s          |
| 6e | Kim Ji-hun       | Corée du Sud   | KSPO-Bianchi Asia             | + 16 s          |
| 7e | Paolo Simion     | Italie         | Bardiani CSF                  | + 18 s          |
| 8e | Moreno Marchetti | Italie         | Neri Sottoli-Selle Italia-KTM | + 18 s          |
| 9e | Jayde Julius     | Afrique du Sud | ProTouch                      | + 18 s          |
| 10e | Alistair Donohoe | Australie      | Pro Racing Sunshine Coast     | + 18 s          |

### 3eétape
| \| Classement de l'étape \| Classement de l'étape \| Classement de l'étape \| Classement de l'étape \| Classement de l'étape \| \| Coureur \| Coureur \| Pays \| Équipe \| Temps \| \| --------------------- \| --------------------- \| --------------------- \| ---------------------------------- \| --------------------- \| \| 1er \| Travis McCabe \| États-Unis \| Floyd's Pro Cycling \| 4 h 49 min 39 s \| \| 2e \| Matteo Pelucchi \| Italie \| Androni Giocattoli-Sidermec \| + 2 s \| \| 3e \| Andrea Guardini \| Italie \| Bardiani CSF \| + 2 s \| \| 4e \| Harrif Salleh \| Malaisie \| Terengganu Inc-TSG Cycling Team \| + 2 s \| \| 5e \| Kazushige Kuboki \| Japon \| Japon \| + 2 s \| \| 6e \| Chen Zhiwen \| Chine \| Giant Cycling Team \| + 2 s \| \| 7e \| Māris Bogdanovičs \| Lettonie \| Interpro Cycling Academy \| + 2 s \| \| 8e \| Andriy Kulyk \| Ukraine \| Shenzhen Xidesheng \| + 2 s \| \| 9e \| Blake Quick \| Australie \| St George Continental Cycling Team \| + 2 s \| \| 10e \| Michael Freiberg \| Australie \| Pro Racing Sunshine Coast \| + 2 s \| |                   |            |                                    |                 |
| |                   |            |                                    |                 |
| Source : ProCyclingStats |                   |            |                                    |                 |
| Classement de l'étape |                   |            |                                    |                 |
| Coureur | Coureur           | Pays       | Équipe                             | Temps           |
| 1er | Travis McCabe     | États-Unis | Floyd's Pro Cycling                | 4 h 49 min 39 s |
| 2e | Matteo Pelucchi   | Italie     | Androni Giocattoli-Sidermec        | + 2 s           |
| 3e | Andrea Guardini   | Italie     | Bardiani CSF                       | + 2 s           |
| 4e | Harrif Salleh     | Malaisie   | Terengganu Inc-TSG Cycling Team    | + 2 s           |
| 5e | Kazushige Kuboki  | Japon      | Japon                              | + 2 s           |
| 6e | Chen Zhiwen       | Chine      | Giant Cycling Team                 | + 2 s           |
| 7e | Māris Bogdanovičs | Lettonie   | Interpro Cycling Academy           | + 2 s           |
| 8e | Andriy Kulyk      | Ukraine    | Shenzhen Xidesheng                 | + 2 s           |
| 9e | Blake Quick       | Australie  | St George Continental Cycling Team | + 2 s           |
| 10e | Michael Freiberg  | Australie  | Pro Racing Sunshine Coast          | + 2 s           |

| \| Classement général \| Classement général \| Classement général \| Classement général \| Classement général \| \| Coureur \| Coureur \| Pays \| Équipe \| Temps \| \| ------------------ \| ----------------------- \| ------------------ \| ------------------------- \| ------------------ \| \| 1er \| Travis McCabe \| États-Unis \| Floyd's Pro Cycling \| 14 h 03 min 28 s \| \| 2e \| Marcus Culey \| Australie \| Team Sapura Cycling \| + 4 s \| \| 3e \| Michael Freiberg \| Australie \| Pro Racing Sunshine Coast \| + 13 s \| \| 4e \| Sofian Nabil Mohd Bakri \| Malaisie \| Malaisie \| + 13 s \| \| 5e \| Brendon Davids \| Afrique du Sud \| Oliver's Real Food Racing \| + 13 s \| \| 6e \| Clint Hendricks \| Afrique du Sud \| ProTouch \| + 14 s \| \| 7e \| Paolo Simion \| Italie \| Bardiani CSF \| + 18 s \| \| 8e \| Jayde Julius \| Afrique du Sud \| ProTouch \| + 18 s \| \| 9e \| Nikolay Cherkasov \| Russie \| Gazprom-RusVelo \| + 18 s \| \| 10e \| Robbie Hucker \| Australie \| Team Ukyo \| + 18 s \| |                         |                |                           |                  |
| |                         |                |                           |                  |
| Source : ProCyclingStats |                         |                |                           |                  |
| Classement général |                         |                |                           |                  |
| Coureur | Coureur                 | Pays           | Équipe                    | Temps            |
| 1er | Travis McCabe           | États-Unis     | Floyd's Pro Cycling       | 14 h 03 min 28 s |
| 2e | Marcus Culey            | Australie      | Team Sapura Cycling       | + 4 s            |
| 3e | Michael Freiberg        | Australie      | Pro Racing Sunshine Coast | + 13 s           |
| 4e | Sofian Nabil Mohd Bakri | Malaisie       | Malaisie                  | + 13 s           |
| 5e | Brendon Davids          | Afrique du Sud | Oliver's Real Food Racing | + 13 s           |
| 6e | Clint Hendricks         | Afrique du Sud | ProTouch                  | + 14 s           |
| 7e | Paolo Simion            | Italie         | Bardiani CSF              | + 18 s           |
| 8e | Jayde Julius            | Afrique du Sud | ProTouch                  | + 18 s           |
| 9e | Nikolay Cherkasov       | Russie         | Gazprom-RusVelo           | + 18 s           |
| 10e | Robbie Hucker           | Australie      | Team Ukyo                 | + 18 s           |

### 4eétape
| \| Classement de l'étape \| Classement de l'étape \| Classement de l'étape \| Classement de l'étape \| Classement de l'étape \| \| Coureur \| Coureur \| Pays \| Équipe \| Temps \| \| --------------------- \| --------------------- \| --------------------- \| ----------------------------- \| --------------------- \| \| 1er \| Benjamin Dyball \| Australie \| Team Sapura Cycling \| 3 h 22 min 02 s \| \| 2e \| Hernán Aguirre \| Colombie \| Interpro Cycling Academy \| + 23 s \| \| 3e \| Keegan Swirbul \| États-Unis \| Floyd's Pro Cycling \| + 44 s \| \| 4e \| Vadim Pronskiy \| Kazakhstan \| Vino-Astana Motors \| + 59 s \| \| 5e \| Nariyuki Masuda \| Japon \| Japon \| + 1 min 19 s \| \| 6e \| Nikolay Cherkasov \| Russie \| Gazprom-RusVelo \| + 1 min 34 s \| \| 7e \| Sam Crome \| Australie \| Team Ukyo \| + 1 min 56 s \| \| 8e \| Luca Raggio \| Italie \| Neri Sottoli-Selle Italia-KTM \| + 2 min 11 s \| \| 9e \| Alessandro Bisolti \| Italie \| Androni Giocattoli-Sidermec \| + 2 min 18 s \| \| 10e \| Freddy Ovett \| Australie \| Pro Racing Sunshine Coast \| + 2 min 21 s \| |                    |            |                               |                 |
| |                    |            |                               |                 |
| Source : ProCyclingStats |                    |            |                               |                 |
| Classement de l'étape |                    |            |                               |                 |
| Coureur | Coureur            | Pays       | Équipe                        | Temps           |
| 1er | Benjamin Dyball    | Australie  | Team Sapura Cycling           | 3 h 22 min 02 s |
| 2e | Hernán Aguirre     | Colombie   | Interpro Cycling Academy      | + 23 s          |
| 3e | Keegan Swirbul     | États-Unis | Floyd's Pro Cycling           | + 44 s          |
| 4e | Vadim Pronskiy     | Kazakhstan | Vino-Astana Motors            | + 59 s          |
| 5e | Nariyuki Masuda    | Japon      | Japon                         | + 1 min 19 s    |
| 6e | Nikolay Cherkasov  | Russie     | Gazprom-RusVelo               | + 1 min 34 s    |
| 7e | Sam Crome          | Australie  | Team Ukyo                     | + 1 min 56 s    |
| 8e | Luca Raggio        | Italie     | Neri Sottoli-Selle Italia-KTM | + 2 min 11 s    |
| 9e | Alessandro Bisolti | Italie     | Androni Giocattoli-Sidermec   | + 2 min 18 s    |
| 10e | Freddy Ovett       | Australie  | Pro Racing Sunshine Coast     | + 2 min 21 s    |

| \| Classement général \| Classement général \| Classement général \| Classement général \| Classement général \| \| Coureur \| Coureur \| Pays \| Équipe \| Temps \| \| ------------------ \| ------------------ \| ------------------ \| --------------------------- \| ------------------ \| \| 1er \| Benjamin Dyball \| Australie \| Team Sapura Cycling \| 17 h 25 min 42 s \| \| 2e \| Hernán Aguirre \| Colombie \| Interpro Cycling Academy \| + 27 s \| \| 3e \| Keegan Swirbul \| États-Unis \| Floyd's Pro Cycling \| + 50 s \| \| 4e \| Vadim Pronskiy \| Kazakhstan \| Vino-Astana Motors \| + 1 min 05 s \| \| 5e \| Nariyuki Masuda \| Japon \| Japon \| + 1 min 29 s \| \| 6e \| Nikolay Cherkasov \| Russie \| Gazprom-RusVelo \| + 1 min 40 s \| \| 7e \| Sam Crome \| Australie \| Team Ukyo \| + 2 min 06 s \| \| 8e \| Alessandro Bisolti \| Italie \| Androni Giocattoli-Sidermec \| + 2 min 28 s \| \| 9e \| Freddy Ovett \| Australie \| Pro Racing Sunshine Coast \| + 2 min 31 s \| \| 10e \| Serghei Țvetcov \| Roumanie \| Floyd's Pro Cycling \| + 2 min 42 s \| |                    |            |                             |                  |
| |                    |            |                             |                  |
| Source : ProCyclingStats |                    |            |                             |                  |
| Classement général |                    |            |                             |                  |
| Coureur | Coureur            | Pays       | Équipe                      | Temps            |
| 1er | Benjamin Dyball    | Australie  | Team Sapura Cycling         | 17 h 25 min 42 s |
| 2e | Hernán Aguirre     | Colombie   | Interpro Cycling Academy    | + 27 s           |
| 3e | Keegan Swirbul     | États-Unis | Floyd's Pro Cycling         | + 50 s           |
| 4e | Vadim Pronskiy     | Kazakhstan | Vino-Astana Motors          | + 1 min 05 s     |
| 5e | Nariyuki Masuda    | Japon      | Japon                       | + 1 min 29 s     |
| 6e | Nikolay Cherkasov  | Russie     | Gazprom-RusVelo             | + 1 min 40 s     |
| 7e | Sam Crome          | Australie  | Team Ukyo                   | + 2 min 06 s     |
| 8e | Alessandro Bisolti | Italie     | Androni Giocattoli-Sidermec | + 2 min 28 s     |
| 9e | Freddy Ovett       | Australie  | Pro Racing Sunshine Coast   | + 2 min 31 s     |
| 10e | Serghei Țvetcov    | Roumanie   | Floyd's Pro Cycling         | + 2 min 42 s     |

### 5eétape
| \| Classement de l'étape \| Classement de l'étape \| Classement de l'étape \| Classement de l'étape \| Classement de l'étape \| \| Coureur \| Coureur \| Pays \| Équipe \| Temps \| \| --------------------- \| --------------------- \| --------------------- \| ---------------------------------- \| --------------------- \| \| 1er \| Matteo Pelucchi \| Italie \| Androni Giocattoli-Sidermec \| 4 h 27 min 11 s \| \| 2e \| Blake Quick \| Australie \| St George Continental Cycling Team \| + 0 s \| \| 3e \| Travis McCabe \| États-Unis \| Floyd's Pro Cycling \| + 0 s \| \| 4e \| Harrif Salleh \| Malaisie \| Terengganu Inc-TSG Cycling Team \| + 0 s \| \| 5e \| Michael Bresciani \| Italie \| Bardiani CSF \| + 0 s \| \| 6e \| Māris Bogdanovičs \| Lettonie \| Interpro Cycling Academy \| + 0 s \| \| 7e \| Clint Hendricks \| Afrique du Sud \| ProTouch \| + 0 s \| \| 8e \| Grigoriy Shtein \| Kazakhstan \| Vino-Astana Motors \| + 0 s \| \| 9e \| Craig Wiggins \| Australie \| St George Continental Cycling Team \| + 0 s \| \| 10e \| Jayde Julius \| Afrique du Sud \| ProTouch \| + 0 s \| |                   |                |                                    |                 |
| |                   |                |                                    |                 |
| Source : ProCyclingStats |                   |                |                                    |                 |
| Classement de l'étape |                   |                |                                    |                 |
| Coureur | Coureur           | Pays           | Équipe                             | Temps           |
| 1er | Matteo Pelucchi   | Italie         | Androni Giocattoli-Sidermec        | 4 h 27 min 11 s |
| 2e | Blake Quick       | Australie      | St George Continental Cycling Team | + 0 s           |
| 3e | Travis McCabe     | États-Unis     | Floyd's Pro Cycling                | + 0 s           |
| 4e | Harrif Salleh     | Malaisie       | Terengganu Inc-TSG Cycling Team    | + 0 s           |
| 5e | Michael Bresciani | Italie         | Bardiani CSF                       | + 0 s           |
| 6e | Māris Bogdanovičs | Lettonie       | Interpro Cycling Academy           | + 0 s           |
| 7e | Clint Hendricks   | Afrique du Sud | ProTouch                           | + 0 s           |
| 8e | Grigoriy Shtein   | Kazakhstan     | Vino-Astana Motors                 | + 0 s           |
| 9e | Craig Wiggins     | Australie      | St George Continental Cycling Team | + 0 s           |
| 10e | Jayde Julius      | Afrique du Sud | ProTouch                           | + 0 s           |

| \| Classement général \| Classement général \| Classement général \| Classement général \| Classement général \| \| Coureur \| Coureur \| Pays \| Équipe \| Temps \| \| ------------------ \| ------------------ \| ------------------ \| --------------------------- \| ------------------ \| \| 1er \| Benjamin Dyball \| Australie \| Team Sapura Cycling \| 21 h 52 min 53 s \| \| 2e \| Hernán Aguirre \| Colombie \| Interpro Cycling Academy \| + 27 s \| \| 3e \| Keegan Swirbul \| États-Unis \| Floyd's Pro Cycling \| + 50 s \| \| 4e \| Vadim Pronskiy \| Kazakhstan \| Vino-Astana Motors \| + 1 min 05 s \| \| 5e \| Nariyuki Masuda \| Japon \| Japon \| + 1 min 29 s \| \| 6e \| Nikolay Cherkasov \| Russie \| Gazprom-RusVelo \| + 1 min 40 s \| \| 7e \| Sam Crome \| Australie \| Team Ukyo \| + 2 min 06 s \| \| 8e \| Alessandro Bisolti \| Italie \| Androni Giocattoli-Sidermec \| + 2 min 28 s \| \| 9e \| Freddy Ovett \| Australie \| Pro Racing Sunshine Coast \| + 2 min 31 s \| \| 10e \| Travis McCabe \| États-Unis \| Floyd's Pro Cycling \| + 2 min 38 s \| |                    |            |                             |                  |
| |                    |            |                             |                  |
| Source : ProCyclingStats |                    |            |                             |                  |
| Classement général |                    |            |                             |                  |
| Coureur | Coureur            | Pays       | Équipe                      | Temps            |
| 1er | Benjamin Dyball    | Australie  | Team Sapura Cycling         | 21 h 52 min 53 s |
| 2e | Hernán Aguirre     | Colombie   | Interpro Cycling Academy    | + 27 s           |
| 3e | Keegan Swirbul     | États-Unis | Floyd's Pro Cycling         | + 50 s           |
| 4e | Vadim Pronskiy     | Kazakhstan | Vino-Astana Motors          | + 1 min 05 s     |
| 5e | Nariyuki Masuda    | Japon      | Japon                       | + 1 min 29 s     |
| 6e | Nikolay Cherkasov  | Russie     | Gazprom-RusVelo             | + 1 min 40 s     |
| 7e | Sam Crome          | Australie  | Team Ukyo                   | + 2 min 06 s     |
| 8e | Alessandro Bisolti | Italie     | Androni Giocattoli-Sidermec | + 2 min 28 s     |
| 9e | Freddy Ovett       | Australie  | Pro Racing Sunshine Coast   | + 2 min 31 s     |
| 10e | Travis McCabe      | États-Unis | Floyd's Pro Cycling         | + 2 min 38 s     |

### 6eétape
| \| Classement de l'étape \| Classement de l'étape \| Classement de l'étape \| Classement de l'étape \| Classement de l'étape \| \| Coureur \| Coureur \| Pays \| Équipe \| Temps \| \| --------------------- \| --------------------- \| --------------------- \| ---------------------------------- \| --------------------- \| \| 1er \| Matteo Pelucchi \| Italie \| Androni Giocattoli-Sidermec \| 2 h 47 min 19 s \| \| 2e \| Youcef Reguigui \| Algérie \| Terengganu Inc-TSG Cycling Team \| + 0 s \| \| 3e \| Harrif Salleh \| Malaisie \| Terengganu Inc-TSG Cycling Team \| + 0 s \| \| 4e \| Craig Wiggins \| Australie \| St George Continental Cycling Team \| + 0 s \| \| 5e \| Travis McCabe \| États-Unis \| Floyd's Pro Cycling \| + 0 s \| \| 6e \| Māris Bogdanovičs \| Lettonie \| Interpro Cycling Academy \| + 0 s \| \| 7e \| Marco Benfatto \| Italie \| Androni Giocattoli-Sidermec \| + 0 s \| \| 8e \| Andriy Kulyk \| Ukraine \| Shenzhen Xidesheng \| + 0 s \| \| 9e \| Calvin Beneke \| Afrique du Sud \| ProTouch \| + 0 s \| \| 10e \| Kazushige Kuboki \| Japon \| Japon \| + 0 s \| |                   |                |                                    |                 |
| |                   |                |                                    |                 |
| Source : ProCyclingStats |                   |                |                                    |                 |
| Classement de l'étape |                   |                |                                    |                 |
| Coureur | Coureur           | Pays           | Équipe                             | Temps           |
| 1er | Matteo Pelucchi   | Italie         | Androni Giocattoli-Sidermec        | 2 h 47 min 19 s |
| 2e | Youcef Reguigui   | Algérie        | Terengganu Inc-TSG Cycling Team    | + 0 s           |
| 3e | Harrif Salleh     | Malaisie       | Terengganu Inc-TSG Cycling Team    | + 0 s           |
| 4e | Craig Wiggins     | Australie      | St George Continental Cycling Team | + 0 s           |
| 5e | Travis McCabe     | États-Unis     | Floyd's Pro Cycling                | + 0 s           |
| 6e | Māris Bogdanovičs | Lettonie       | Interpro Cycling Academy           | + 0 s           |
| 7e | Marco Benfatto    | Italie         | Androni Giocattoli-Sidermec        | + 0 s           |
| 8e | Andriy Kulyk      | Ukraine        | Shenzhen Xidesheng                 | + 0 s           |
| 9e | Calvin Beneke     | Afrique du Sud | ProTouch                           | + 0 s           |
| 10e | Kazushige Kuboki  | Japon          | Japon                              | + 0 s           |

| \| Classement général \| Classement général \| Classement général \| Classement général \| Classement général \| \| Coureur \| Coureur \| Pays \| Équipe \| Temps \| \| ------------------ \| ------------------ \| ------------------ \| --------------------------- \| ------------------ \| \| 1er \| Benjamin Dyball \| Australie \| Team Sapura Cycling \| 24 h 40 min 12 s \| \| 2e \| Hernán Aguirre \| Colombie \| Interpro Cycling Academy \| + 27 s \| \| 3e \| Keegan Swirbul \| États-Unis \| Floyd's Pro Cycling \| + 50 s \| \| 4e \| Vadim Pronskiy \| Kazakhstan \| Vino-Astana Motors \| + 1 min 05 s \| \| 5e \| Nariyuki Masuda \| Japon \| Japon \| + 1 min 29 s \| \| 6e \| Nikolay Cherkasov \| Russie \| Gazprom-RusVelo \| + 1 min 40 s \| \| 7e \| Sam Crome \| Australie \| Team Ukyo \| + 2 min 06 s \| \| 8e \| Alessandro Bisolti \| Italie \| Androni Giocattoli-Sidermec \| + 2 min 28 s \| \| 9e \| Freddy Ovett \| Australie \| Pro Racing Sunshine Coast \| + 2 min 31 s \| \| 10e \| Travis McCabe \| États-Unis \| Floyd's Pro Cycling \| + 2 min 36 s \| |                    |            |                             |                  |
| |                    |            |                             |                  |
| Source : ProCyclingStats |                    |            |                             |                  |
| Classement général |                    |            |                             |                  |
| Coureur | Coureur            | Pays       | Équipe                      | Temps            |
| 1er | Benjamin Dyball    | Australie  | Team Sapura Cycling         | 24 h 40 min 12 s |
| 2e | Hernán Aguirre     | Colombie   | Interpro Cycling Academy    | + 27 s           |
| 3e | Keegan Swirbul     | États-Unis | Floyd's Pro Cycling         | + 50 s           |
| 4e | Vadim Pronskiy     | Kazakhstan | Vino-Astana Motors          | + 1 min 05 s     |
| 5e | Nariyuki Masuda    | Japon      | Japon                       | + 1 min 29 s     |
| 6e | Nikolay Cherkasov  | Russie     | Gazprom-RusVelo             | + 1 min 40 s     |
| 7e | Sam Crome          | Australie  | Team Ukyo                   | + 2 min 06 s     |
| 8e | Alessandro Bisolti | Italie     | Androni Giocattoli-Sidermec | + 2 min 28 s     |
| 9e | Freddy Ovett       | Australie  | Pro Racing Sunshine Coast   | + 2 min 31 s     |
| 10e | Travis McCabe      | États-Unis | Floyd's Pro Cycling         | + 2 min 36 s     |

### 7eétape
| \| Classement de l'étape \| Classement de l'étape \| Classement de l'étape \| Classement de l'étape \| Classement de l'étape \| \| Coureur \| Coureur \| Pays \| Équipe \| Temps \| \| --------------------- \| ---------------------- \| --------------------- \| ---------------------------------- \| --------------------- \| \| 1er \| Simone Bevilacqua \| Italie \| Neri Sottoli-Selle Italia-KTM \| 2 h 17 min 59 s \| \| 2e \| Charálampos Kastrantás \| Grèce \| Brunei Continental \| + 0 s \| \| 3e \| Craig Wiggins \| Australie \| St George Continental Cycling Team \| + 0 s \| \| 4e \| Michael Bresciani \| Italie \| Bardiani CSF \| + 0 s \| \| 5e \| Matteo Pelucchi \| Italie \| Androni Giocattoli-Sidermec \| + 0 s \| \| 6e \| Māris Bogdanovičs \| Lettonie \| Interpro Cycling Academy \| + 0 s \| \| 7e \| Youcef Reguigui \| Algérie \| Terengganu Inc-TSG Cycling Team \| + 0 s \| \| 8e \| Travis McCabe \| États-Unis \| Floyd's Pro Cycling \| + 0 s \| \| 9e \| Harrif Salleh \| Malaisie \| Terengganu Inc-TSG Cycling Team \| + 0 s \| \| 10e \| Mamyr Stash \| Russie \| Gazprom-RusVelo \| + 0 s \| |                        |            |                                    |                 |
| |                        |            |                                    |                 |
| Source : ProCyclingStats |                        |            |                                    |                 |
| Classement de l'étape |                        |            |                                    |                 |
| Coureur | Coureur                | Pays       | Équipe                             | Temps           |
| 1er | Simone Bevilacqua      | Italie     | Neri Sottoli-Selle Italia-KTM      | 2 h 17 min 59 s |
| 2e | Charálampos Kastrantás | Grèce      | Brunei Continental                 | + 0 s           |
| 3e | Craig Wiggins          | Australie  | St George Continental Cycling Team | + 0 s           |
| 4e | Michael Bresciani      | Italie     | Bardiani CSF                       | + 0 s           |
| 5e | Matteo Pelucchi        | Italie     | Androni Giocattoli-Sidermec        | + 0 s           |
| 6e | Māris Bogdanovičs      | Lettonie   | Interpro Cycling Academy           | + 0 s           |
| 7e | Youcef Reguigui        | Algérie    | Terengganu Inc-TSG Cycling Team    | + 0 s           |
| 8e | Travis McCabe          | États-Unis | Floyd's Pro Cycling                | + 0 s           |
| 9e | Harrif Salleh          | Malaisie   | Terengganu Inc-TSG Cycling Team    | + 0 s           |
| 10e | Mamyr Stash            | Russie     | Gazprom-RusVelo                    | + 0 s           |

| \| Classement général \| Classement général \| Classement général \| Classement général \| Classement général \| \| Coureur \| Coureur \| Pays \| Équipe \| Temps \| \| ------------------ \| ------------------ \| ------------------ \| --------------------------- \| ------------------ \| \| 1er \| Benjamin Dyball \| Australie \| Team Sapura Cycling \| 26 h 58 min 11 s \| \| 2e \| Keegan Swirbul \| États-Unis \| Floyd's Pro Cycling \| + 50 s \| \| 3e \| Vadim Pronskiy \| Kazakhstan \| Vino-Astana Motors \| + 1 min 05 s \| \| 4e \| Hernán Aguirre \| Colombie \| Interpro Cycling Academy \| + 1 min 07 s \| \| 5e \| Nariyuki Masuda \| Japon \| Japon \| + 1 min 29 s \| \| 6e \| Nikolay Cherkasov \| Russie \| Gazprom-RusVelo \| + 1 min 40 s \| \| 7e \| Sam Crome \| Australie \| Team Ukyo \| + 2 min 06 s \| \| 8e \| Alessandro Bisolti \| Italie \| Androni Giocattoli-Sidermec \| + 2 min 27 s \| \| 9e \| Freddy Ovett \| Australie \| Pro Racing Sunshine Coast \| + 2 min 31 s \| \| 10e \| Travis McCabe \| États-Unis \| Floyd's Pro Cycling \| + 2 min 36 s \| |                    |            |                             |                  |
| |                    |            |                             |                  |
| Source : ProCyclingStats |                    |            |                             |                  |
| Classement général |                    |            |                             |                  |
| Coureur | Coureur            | Pays       | Équipe                      | Temps            |
| 1er | Benjamin Dyball    | Australie  | Team Sapura Cycling         | 26 h 58 min 11 s |
| 2e | Keegan Swirbul     | États-Unis | Floyd's Pro Cycling         | + 50 s           |
| 3e | Vadim Pronskiy     | Kazakhstan | Vino-Astana Motors          | + 1 min 05 s     |
| 4e | Hernán Aguirre     | Colombie   | Interpro Cycling Academy    | + 1 min 07 s     |
| 5e | Nariyuki Masuda    | Japon      | Japon                       | + 1 min 29 s     |
| 6e | Nikolay Cherkasov  | Russie     | Gazprom-RusVelo             | + 1 min 40 s     |
| 7e | Sam Crome          | Australie  | Team Ukyo                   | + 2 min 06 s     |
| 8e | Alessandro Bisolti | Italie     | Androni Giocattoli-Sidermec | + 2 min 27 s     |
| 9e | Freddy Ovett       | Australie  | Pro Racing Sunshine Coast   | + 2 min 31 s     |
| 10e | Travis McCabe      | États-Unis | Floyd's Pro Cycling         | + 2 min 36 s     |

### 8eétape
| \| Classement de l'étape \| Classement de l'étape \| Classement de l'étape \| Classement de l'étape \| Classement de l'étape \| \| Coureur \| Coureur \| Pays \| Équipe \| Temps \| \| --------------------- \| ---------------------- \| --------------------- \| ---------------------------------- \| --------------------- \| \| 1er \| Marco Benfatto \| Italie \| Androni Giocattoli-Sidermec \| 2 h 17 min 42 s \| \| 2e \| Blake Quick \| Australie \| St George Continental Cycling Team \| + 0 s \| \| 3e \| Matteo Pelucchi \| Italie \| Androni Giocattoli-Sidermec \| + 0 s \| \| 4e \| Youcef Reguigui \| Algérie \| Terengganu Inc-TSG Cycling Team \| + 0 s \| \| 5e \| Travis McCabe \| États-Unis \| Floyd's Pro Cycling \| + 0 s \| \| 6e \| Charálampos Kastrantás \| Grèce \| Brunei Continental \| + 0 s \| \| 7e \| Umberto Marengo \| Italie \| Neri Sottoli-Selle Italia-KTM \| + 0 s \| \| 8e \| Chen Zhiwen \| Chine \| Giant Cycling Team \| + 0 s \| \| 9e \| Mamyr Stash \| Russie \| Gazprom-RusVelo \| + 0 s \| \| 10e \| Jonathon Noble \| Australie \| Pro Racing Sunshine Coast \| + 0 s \| |                        |            |                                    |                 |
| |                        |            |                                    |                 |
| Source : ProCyclingStats |                        |            |                                    |                 |
| Classement de l'étape |                        |            |                                    |                 |
| Coureur | Coureur                | Pays       | Équipe                             | Temps           |
| 1er | Marco Benfatto         | Italie     | Androni Giocattoli-Sidermec        | 2 h 17 min 42 s |
| 2e | Blake Quick            | Australie  | St George Continental Cycling Team | + 0 s           |
| 3e | Matteo Pelucchi        | Italie     | Androni Giocattoli-Sidermec        | + 0 s           |
| 4e | Youcef Reguigui        | Algérie    | Terengganu Inc-TSG Cycling Team    | + 0 s           |
| 5e | Travis McCabe          | États-Unis | Floyd's Pro Cycling                | + 0 s           |
| 6e | Charálampos Kastrantás | Grèce      | Brunei Continental                 | + 0 s           |
| 7e | Umberto Marengo        | Italie     | Neri Sottoli-Selle Italia-KTM      | + 0 s           |
| 8e | Chen Zhiwen            | Chine      | Giant Cycling Team                 | + 0 s           |
| 9e | Mamyr Stash            | Russie     | Gazprom-RusVelo                    | + 0 s           |
| 10e | Jonathon Noble         | Australie  | Pro Racing Sunshine Coast          | + 0 s           |

## Classement général final
| \| Classement général \| Classement général \| Classement général \| Classement général \| Classement général \| \| Coureur \| Coureur \| Pays \| Équipe \| Temps \| \| ------------------ \| ------------------ \| ------------------ \| ----------------------------- \| ------------------ \| \| 1er \| Benjamin Dyball \| Australie \| Team Sapura Cycling \| 29 h 15 min 53 s \| \| 2e \| Keegan Swirbul \| États-Unis \| Floyd's Pro Cycling \| + 50 s \| \| 3e \| Vadim Pronskiy \| Kazakhstan \| Vino-Astana Motors \| + 1 min 05 s \| \| 4e \| Hernán Aguirre \| Colombie \| Interpro Cycling Academy \| + 1 min 07 s \| \| 5e \| Nariyuki Masuda \| Japon \| Japon \| + 1 min 29 s \| \| 6e \| Nikolay Cherkasov \| Russie \| Gazprom-RusVelo \| + 1 min 40 s \| \| 7e \| Sam Crome \| Australie \| Team Ukyo \| + 2 min 06 s \| \| 8e \| Alessandro Bisolti \| Italie \| Androni Giocattoli-Sidermec \| + 2 min 27 s \| \| 9e \| Freddy Ovett \| Australie \| Pro Racing Sunshine Coast \| + 2 min 31 s \| \| 10e \| Travis McCabe \| États-Unis \| Floyd's Pro Cycling \| + 2 min 36 s \| \| 11e \| Serghei Țvetcov \| Roumanie \| Floyd's Pro Cycling \| + 2 min 42 s \| \| 12e \| Luca Raggio \| Italie \| Neri Sottoli-Selle Italia-KTM \| + 3 min 04 s \| \| 13e \| Kent Main \| Afrique du Sud \| ProTouch \| + 3 min 25 s \| \| 14e \| Nickolas Zukowsky \| Canada \| Floyd's Pro Cycling \| + 3 min 50 s \| \| 15e \| Jesse Ewart \| Australie \| Team Sapura Cycling \| + 3 min 59 s \| |                    |                |                               |                  |
| |                    |                |                               |                  |
| Source : ProCyclingStats |                    |                |                               |                  |
| Classement général |                    |                |                               |                  |
| Coureur | Coureur            | Pays           | Équipe                        | Temps            |
| 1er | Benjamin Dyball    | Australie      | Team Sapura Cycling           | 29 h 15 min 53 s |
| 2e | Keegan Swirbul     | États-Unis     | Floyd's Pro Cycling           | + 50 s           |
| 3e | Vadim Pronskiy     | Kazakhstan     | Vino-Astana Motors            | + 1 min 05 s     |
| 4e | Hernán Aguirre     | Colombie       | Interpro Cycling Academy      | + 1 min 07 s     |
| 5e | Nariyuki Masuda    | Japon          | Japon                         | + 1 min 29 s     |
| 6e | Nikolay Cherkasov  | Russie         | Gazprom-RusVelo               | + 1 min 40 s     |
| 7e | Sam Crome          | Australie      | Team Ukyo                     | + 2 min 06 s     |
| 8e | Alessandro Bisolti | Italie         | Androni Giocattoli-Sidermec   | + 2 min 27 s     |
| 9e | Freddy Ovett       | Australie      | Pro Racing Sunshine Coast     | + 2 min 31 s     |
| 10e | Travis McCabe      | États-Unis     | Floyd's Pro Cycling           | + 2 min 36 s     |
| 11e | Serghei Țvetcov    | Roumanie       | Floyd's Pro Cycling           | + 2 min 42 s     |
| 12e | Luca Raggio        | Italie         | Neri Sottoli-Selle Italia-KTM | + 3 min 04 s     |
| 13e | Kent Main          | Afrique du Sud | ProTouch                      | + 3 min 25 s     |
| 14e | Nickolas Zukowsky  | Canada         | Floyd's Pro Cycling           | + 3 min 50 s     |
| 15e | Jesse Ewart        | Australie      | Team Sapura Cycling           | + 3 min 59 s     |

### UCI Asia Tour
Ce Tour de Langkawi attribue des points pour l'UCI Asia Tour 2019, y compris aux coureurs faisant partie d'une équipe ayant un label WorldTeam. De plus la course donne le même nombre de points individuellement à tous les coureurs pour le Classement mondial UCI 2019.
| Position           | 1er | 2e  | 3e  | 4e  | 5e | 6e | 7e | 8e | 9e | 10e | 11e | 12e | 13e | 14e | 15e | 16e à 30e | 31e à 40e |
| Classement général | 200 | 150 | 125 | 100 | 85 | 70 | 60 | 50 | 40 | 35  | 30  | 25  | 20  | 15  | 10  | 5         | 3         |
| Par étape          | 20  | 10  | 5   |     |    |    |    |    |    |     |     |     |     |     |     |           |           |
| Leader, par étape  | 5   |     |     |     |    |    |    |    |    |     |     |     |     |     |     |           |           |

## Évolution des classements
| Étape              | Vainqueur          | Classement général | Classement par points | Classement de la montagne | Classement du meilleur coureur asiatique | Classement par équipes |
| ------------------ | ------------------ | ------------------ | --------------------- | ------------------------- | ---------------------------------------- | ---------------------- |
| 1                  | Marcus Culey       | Marcus Culey       | Marcus Culey          | Angus Lyons               | Grigoriy Shtein                          | Sapura                 |
| 2                  | Harrif Salleh      | Marcus Culey       | Marcus Culey          | Angus Lyons               | Kim Ji-Hun                               | Sapura                 |
| 3                  | Travis McCabe      | Travis McCabe      | Travis McCabe         | Angus Lyons               | Sofian Nabil Mohd Bakri                  | ProTouch               |
| 4                  | Benjamin Dyball    | Benjamin Dyball    | Travis McCabe         | Angus Lyons               | Vadim Pronskiy                           | Floyd's Pro Cycling    |
| 5                  | Matteo Pelucchi    | Benjamin Dyball    | Travis McCabe         | Angus Lyons               | Vadim Pronskiy                           | Floyd's Pro Cycling    |
| 6                  | Matteo Pelucchi    | Benjamin Dyball    | Travis McCabe         | Angus Lyons               | Vadim Pronskiy                           | Floyd's Pro Cycling    |
| 7                  | Simone Bevilacqua  | Benjamin Dyball    | Travis McCabe         | Angus Lyons               | Vadim Pronskiy                           | Floyd's Pro Cycling    |
| 8                  | Marco Benfatto     | Benjamin Dyball    | Travis McCabe         | Angus Lyons               | Vadim Pronskiy                           | Floyd's Pro Cycling    |
| Classements finals | Classements finals | Benjamin Dyball    | Travis McCabe         | Angus Lyons               | Vadim Pronskiy                           | Floyd's Pro Cycling    |